# 1934년
1934년은 월요일로 시작하는 평년이다.

## 연호
- 대한민국 임시정부(大韓民國 臨時政府) 대한민국(大韓民國) 16년
- 중화민국(中華民國) 민국(民國) 23년
- 만주국(滿州國) 대동(大同) 3년 / 강덕(康德) 원년
- 일본(日本) 쇼와(昭和) 9년
- 응우옌 왕조(阮朝) 바오다이(保大) 9년

## 기년
- 만주국(滿洲國) 강덕제(康德帝) 3년
- 응우옌 왕조(阮朝) 보대제(保大帝) 9년

## 사건
- 1월 - 송기주가 발명한 한글 타자기를 미국 언더우드 사에서 제작 개시
- 1월 12일 - 동아일보가 평양의 대박산에 있는 단군릉에 관한 특집 기사를 게재.
- 1월 15일 - 중국 전장에서 대한민국 임시정부가 독립운동단체 대표자회의 개최
- 1월 20일 - 중국 난징에서 임시정부 국무회의 개최
- 1월 28일 - 울릉도에 폭설, 41명 사망
- 2월 - 만주의 한국독립당과 난징의 한국혁명당이 신한독립당으로 통합
- 2월 9일 - 평안북도 의주의 식산은행과 금융조합을 습격한 국민부원 홍학순에 사형 선고
- 2월 15일 - 조선어학연구회, 기관지 <정음> 간행
- 3월 1일 - 중국 난징에서 한국독립당, 신한독립당, 조선혁명당, 의열단 등이 모여 한국대일전선통일동맹 제2차 회의 개최, 대동단 결의조직 및 실현을 강령으로 채택
- 3월 21일 - 일본에 하코다테 대화재 발생 피해로 민가 2만여채가 소실되고, 2천여명이 사망.
- 3월 25일 - 이탈리아 왕국에서 총선이 실시되어 베니토 무솔리니가 이끄는 국가파시스트당이 유일정당으로서 전 의석을 차지하였다.
- 3월 28일 - 전라남도경찰부, 도내 각지에서 공산주의 비밀결사 혐의로 300여명 검거
- 3월 29일 - 면양장려계획 발표
- 4월 - 일본 제국에 있던 영친왕 이은이 경성(서울)을 잠시 방문
- 4월 20일 - 독일의 하인리히 히믈러가 프로이센 국가비밀경찰장관에 임명.
- 5월 - 제2차 카프 사건으로 이기영, 백철, 박영희 등 카프 동맹원 80여명 검거
- 5월 7일 - 이병도 등이 진단학회 창립
- 5월 27일 - 제2회 FIFA 월드컵이 이탈리아에서 열리다. (6월 5일까지)
- 6월 2일 - 연평도에 폭풍 강습, 어선 200여척 파괴, 익사자 350여명의 큰 피해 발생
- 6월 14일 - 영국의 브라이튼(Brighton) 철도역 토막살인 사건 발생.
- 6월 30일 - 장검의 밤 시작, 많은 SA 간부들이 숙청 당함.
- 7월 24일 - <조선중앙일보>에 이상의 시 《오감도》 시제1호가 소개됨.
- 7월 27일 - 조선시가지계획령시행규칙 공포
- 8월 - 임시정부가 뤄양 군관학교 학생 25명을 소환, 중국 중앙육군군관학교 제10기 제1총대에 입학시킴
- 8월 18일 - 독일, 국민투표로 히틀러의 대통령 겸임 승인.
- 8월 21일 - 한강 인도교 공사 기공.
- 9월 - 채만식의 <레디메이드 인생>, 박태원의 <소설가 구보 씨의 일일> 발표
- 9월 14일 - 일본, 나요양소(癩療養所) 관제 공포.(10. 1 시행, 소록도갱생원 설치)
- 9월 18일
  - 소련이 국제 연맹에 가입.
  - 양세봉, 일본군에게 피살
- 10월 1일 - 흥남제련소 직공 600여명, 대우개선 및 부당해고 문제로 총파업
- 10월 3일 - 동대문 ~ 청량리 간 전차궤도 복선공사 준공.
- 10월 9일
  - 유고슬라비아 알렉산더 1세 국왕 암살 당함.
  - 평양지법에서 조선혁명당 결사대원 서원준에게 사형 선고
- 10월 15일 - 중화소비에트공화국이 장제스가 이끄는 국민혁명군에 포위되어 붕괴되고, 공산주의자들이 장정을 시작하다.
- 10월 20일 - 북청군 신창주재소 무기탈취사건의 김춘배 검거
- 11월 1일 - 부산-창춘 간 직통열차 개시
- 12월 16일 - 동해남부선 해운대-좌천 간 영업 개시
- 12월 27일 - 저울지법에서 박헌영 징역 6년 선고
- 12월 31일 - 평양부에서 리제를 폐지하고 정제로 통일

## 탄생

### 1월
- 1월 1일 - 대한민국의 기업인 정몽필. (~1982년)
- 1월 3일 - 대한민국의 외무공무원 유종현. (~?)
- 1월 4일
  - 대한민국의 정치인 김태룡. (~2024년)
  - 대한민국의 정치인, 제10,12,15 ~16대 국회의원 김동욱.
- 1월 10일
  - 대한민국의 국악인 성창순. (~2017년)
  - 우크라이나의 제1대 대통령 레오니드 크라우추크. (~2022년)
- 1월 11일
  - 캐나다의 총리 장 크레티앵.
  - 스웨덴의 영화배우, 작가 스벤 볼테르. (~2020년)
- 1월 13일 - 대한민국의 정치인 전석홍.
- 1월 14일 - 인도 비하르주의 노동자, 마운틴 맨 다슈라트 만지. (~2007년)
- 1월 15일
  - 대한민국의 격투 선수 송순천. (~2019년)
  - 대한민국의 기업가, 정치인 박유재.
- ̇̇1월 18일
  - 대한민국의 언론 출신 정치인 남재희. (~2024년)
  - 영국의 작가 레이먼드 브릭스. (~2022년)
- 1월 24일 - 대한민국의 가수 겸 배우, 방송인 김상국. (~2006년)
- 1월 26일 - 미국의 야구 선수, 스포츠해설가 밥 유커. (~2025년)

### 2월
- 2월 2일 - 조지아의 영화 감독 오타르 이오셀리아니. (~2023년)
- 2월 5일 - 미국의 야구 선수 행크 에런. (~2021년)
- 2월 7일 - 바시키르 공화국의 정치인 무르타자 라히모프. (~2023년)
- 2월 8일 - 대한민국의 정치인 강기필.
- 2월 9일 - 대한민국의 군인 강신구. (~2002년)
- 2월 11일
  - 파나마의 군인 마누엘 노리에가. (~2017년)
  - 영국의 자동차 경주 선수 존 서티스. (~2017년)
- 2월 12일 - 미국의 농구 선수 빌 러셀. (~2022년)
- 2월 14일 - 대한민국의 기업인 김석년.
- 2월 17일 - 대한민국의 군인, 정치인 권익현. (~2017년)
- 2월 18일
  - 스페인의 패션 디자이너 파코 라반. (~2023년)
  - 이탈리아의 배우 안나 마리아 페레로. (~2018년)
- 2월 20일
  - 대한민국의 정치인 오유근.
  - 대한민국의 화가 조용익. (~2023년)
  - 미국의 영화 배우, 자동차 경주 선수 보비 언저. (~2021년)
- 2월 21일 - 대한민국의 정치인 조덕현. (~2022년)
- 2월 24일
  - 이탈리아의 성악가 레나타 스코토. (~2023년)
  - 말라위의 제3대 대통령 빙구 와 무타리카. (~2012년)
  - 미국의 정치인 조지 라이언. (~2025년)

### 3월
- 3월 1일 - 대한민국의 정치학자 겸 교육인 김민하. (~2023년)
- 3월 5일
  - 미국의 심리학자, 경제학자 대니얼 카너먼. (~2024년)
  - 미국의 영화배우, 성우 제임스 시킹. (~2024년)
- 3월 8일 - 스페인의 축구 선수 프란시스코 로드리게스 가르시아. (~2022년)
- 3월 9일 - 소비에트 연방의 우주 비행사 유리 가가린. (~1968년)
- 3월 10일 - 일본의 만화가 후지코 후지오 A. (~2022년)
- 3월 11일 - 대한민국의 관료 출신 정치인 송달용. (~2024년)
- 3월 12일 - 스폐인계 미국의 생물학자 프란시스코 아얄라. (~2023년)
- 3월 14일
  - 이탈리아의 추기경 디오니지 테타만치. (~2017년)
  - 미국의 우주비행사 유진 서넌. (~2017년)
- 3월 17일 - 미국의 역사가 존 헤일브론. (~2023년)
- 3월 20일 - 미국의 정치가이며, 샌프란시스코의 첫 흑인 시장 윌리 브라운.
- 3월 23일 - 아르헨티나의 배우 린다 크리스털. (~2020년)
- 3월 26일
  - 대한민국의 언론인 김중배.
  - 미국의 배우 앨런 아킨. (~2023년)
- 3월 27일 - 미국의 소설가, 작가 할런 엘리슨. (~2018년)
- 3월 31일
  - 미국의 배우 리처드 체임벌린. (~2025년)
  - 미국의 가수 셜리 존스.
  - 이탈리아의 입자물리학자 카를로 루비아.

### 4월
- 4월 2일
  - 미국의 수학자 폴 코언. (~2007년)
  - 대한민국의 정치인 김옥선.
- 4월 3일 - 영국의 동물학자 제인 구달.
- 4월 5일 - 독일의 제7대 대통령 로만 헤어초크. (~2017년)
- 4월 6일 - 네덜란드의 유도 선수 안톤 헤싱크. (~2010년)
- 4월 11일 - 독일의 추기경 카를요제프 라우버. (~2023년)
- 4월 13일 - 대한민국의 소설가 최인훈. (~2018년)
- 4월 14일
  - 미국의 문학평론가 프레드릭 제임슨. (~2024년)
  - 체코의 영화배우 요세프 소므르. (~2022년)
- 4월 15일 - 미국의 영화배우 모린 아서. (~2022년)
- 4월 18일 - 미국의 영화배우, 사업가 제임스 드러리. (~2020년)
- 4월 24일 - 미국의 배우 셜리 매클레인.
- 4월 29일 - 일본의 영화배우 타카라다 아키라. (~2022년)

### 5월
- 5월 3일
  - 대한민국의 정치인 이응선.
  - 미국의 가수 프랭키 발리.
  - 이집트 태생 프랑스의 싱어송라이터 조르주 무스타키. (~2013년)
- 5월 5일 - 대한민국의 정치인 이우재. (~2024년)
- 5월 9일 - 대한민국의 정치인 이홍구.
- 5월 12일 - 대한민국의 정치인 나창주.
- 5월 18일 - 미국의 영화배우 두아인 히크먼. (~2022년)
- 5월 21일 - 스웨덴의 생화학자 벵트 잉에마르 사무엘손. (~2024년)
- 5월 22일 - 미국의 피아니스트, 팝 지휘자 피터 네로. (~2023년)

### 6월
- 6월 1일
  - 대한민국의 시인 성기조. (~2023년)
  - 미국의 팝 가수 팻 분.
- 6월 2일 - 대한민국의 화가 전성우. (~2008년)
- 6월 6일 - 벨기에의 국왕 알베르 2세.
- 6월 8일
  - 대한민국의 정치인 진진형.
  - 일본의 정치인 아오키 미키오. (~2023년)
- 6월 11일 - 덴마크의 왕자 덴마크 여왕 부군 헨리크. (~2018년)
- 6월 15일 - 대한민국의 만화가 정운경. (~2023년)
- 6월 16일 - 미국의 배우 빌 코브스. (~2024년)
- 6월 18일 - 일본의 만화가 요코야마 미츠테루. (~2004년)
- 6월 25일 - 일본의 야구 선수 야토 다카오. (~2003년)
- 6월 26일 - 미국의 작곡가 데이브 그루신.
- 6월 27일
  - 대한민국의 관료, 체육인 장덕진. (~2017년)
  - 대한민국의 정치인 한갑수.
- 6월 28일 - 대한민국의 민속학자 심우성. (~2018년)

### 7월
- 7월 1일
  - 미국의 영화 감독 시드니 폴락. (~2008년)
  - 미국의 배우 제이미 파.
  - 잉글랜드의 배우 진 마시.
- 7월 6일 - 대한민국의 영문학자 김종건. (~2023년)
- 7월 8일 - 대한민국의 정치인, 기초자치단체장 윤명노. (~2022년)
- 7월 11일
  - 대한민국의 법조인, 정치인 강철선. (~2022년)
  - 대한민국의 제13대 국회의원, 정치인 박지원. (~2024년)
  - 이탈리아의 패션디자이너 조르조 아르마니. (~2014년)
- 7월 17일 - 일본의 야구 선수 다도코로 젠지로. (~2021년)
- 7월 22일
  - 대한민국의 정치인 박희도.
  - 미국의 배우 루이즈 플레처. (~2022년)
- 7월 23일 - 일본의 정치인 야쓰 요시오. (~2021년)
- 7월 24일 - 대한민국 언론인 김병관. (~2008년)
- 7월 25일
  - 대한민국의 군인 출신 통일운동가 임동원.
  - 대한민국의 비전향장기수 장병락. (~2009년)
  - 대한민국의 정치인 이정규. (~2022년)
  - 일본의 성우 타테카베 카즈야. (~2015년)
- 7월 28일 - 일본의 야구 선수 고야마 마사아키. (~2025년)

### 8월
- 8월 1일 - 대한민국의 배우 남궁원. (~2024년)
- 8월 5일 - 미국의 문명비평가 웬델 베리.
- 8월 10일 - 대한민국의 정치인 김종하.
- 8월 13일
  - 조선민주주의인민공화국의 정치인 현철해. (~2022년)
  - 일본의 축구인 마쓰모토 교지. (~2019년)
- 8월 16일 - 대한민국의 정치인 강현중. (~2023년)
- 8월 22일
  - 미국의 장군 노먼 슈워츠코프. (~2012년)
  - 튀르키예의 음악가 아이라 에르두란. (~2025년)
- 8월 23일 - 러시아의 기업인 렘 뱌히레프. (~2013년)
- 8월 25일 - 이란의 제4대 대통령 악바르 하셰미 라프산자니. (~2017년)

### 9월
- 9월 5일 - 대한민국의 정치인 박상복. (~2018년)
- 9월 8일 - 영국의 작곡가, 지휘자 피터 맥스웰 데이비스. (~2016년)
- 9월 9일 - 도미니카의 대통령 니콜라스 리버풀.
- 9월 16일 - 아일랜드의 포크 가수 로니 드루. (~2008년)
- 9월 20일
  - 대한민국의 목회자 오상진. (~2023년)
  - 이탈리아의 배우 소피아 로렌.
- 9월 21일
  - 캐나다의 시인, 소설가, 가수 레너드 코언. (~2016년)
  - 미국의 물리학자 데이비드 사울레스. (~2019년)
- 9월 28일 - 프랑스의 배우 브리지트 바르도.
- 9월 29일
  - 대한민국의 법조인 한승헌. (~2022년)
  - 미국의 심리학자 미하이 칙센트미하이 (~2021년)
  - 오스트레일리아의 영화배우 앨런 홉굿. (~2022년)

### 10월
- 10월 3일 - 미국의 정치인 제리 아포다카. (~2023년)
- 10월 7일 - 미국의 극작가 아미리 바라카. (~2014년)
- 10월 8일 - 대만의 영화배우 추위안. (~2022년)
- 10월 12일 - 대한민국의 성우 오승룡. (~2022년)
- 10월 13일
  - 대한민국의 연극인 임영웅. (~2024년)
  - 그리스의 가수 나나 무스쿠리.
- 10월 15일 - 대한민국의 정치인 한영수. (~2009년)
- 10월 17일 - 잉글랜드의 축구 선수 조니 헤인스. (~2005년)
- 10월 19일 - 대한민국의 정치인 오인택. (~2022년)
- 10월 20일
  - 일본의 왕족 상황후 미치코.
  - 미국의 배우 마이클 던. (~1973년)
- 10월 22일 - 대한민국의 작곡가 강석희. (~2020년)
- 10월 27일 - 대한민국의 비전향장기수 김창원. (~2012년)
- 10월 30일 - 미국의 로커빌리 음악가 레이 스미스. (~1979년)

### 11월
- 11월 2일
  - 대한민국의 고고학자 이난영. (~2024년)
  - 오스트레일리아의 테니스 선수 켄 로즈월.
- 11월 3일 - 대한민국의 기업가 황은진. (~1997년)
- 11월 6일
  - 대한민국의 정치인 배명국.
  - 대한민국의 군인, 정치가 차지철. (~1979년)
- 11월 9일 - 미국의 천문학자 칼 세이건. (~1996년)
- 11월 12일
  - 대한민국의 정치인 정수일. (~2025년)
  - 미국의 범죄자 찰스 맨슨. (~2017년)
- 11월 13일 - 중국의 영화배우 나란.
- 11월 14일
  - 스코틀랜드의 축구 선수 데이브 맥카이. (~2015년)
  - 미국의 재즈 피아노 연주자, 음악가 엘리스 마살리스. (~2020년)
- 11월 15일 - 대한민국의 국어학자 박용수. (~2022년)
- 11월 16일 - 대한민국의 배우 이순재.
- 11월 19일
  - 소련과 러시아의 전직 축구 선수 겸 축구 감독 발렌틴 이바노프. (~2011년)
  - 스웨덴의 축구 선수 쿠르트 함린. (~2024년)
- 11월 21일 - 대한민국의 교육자 이주희.
- 11월 23일 - 미국의 영화감독 로버트 타운. (~2024년)
- 11월 24일
  - 러시아의 작곡가 알프레트 시닛케. (~1998년)
  - 스웨덴의 배우 스벤베르틸 타우베. (~2022년)
  - 일본의 평론가 가세 히데아키. (~2022년)
- 11월 25일 - 대한민국의 공무원, 지방자치단체장 하일청. (~1998년)
- 11월 30일 - 기니의 제5~8대 대통령 란사나 콩테. (~2008년)

### 12월
- 12월 1일 - 대한민국의 체조 선수 김상국.
- 12월 3일
  - 대한민국의 정치인 겸 경제학자 김만제. (~2019년)
  - 대한민국 비전향장기수 리공순.
- 12월 5일
  - 대한민국의 정치인 이한동. (~2021년)
  - 미국의 작가, 소설가, 각본가 조앤 디디온. (~2021년)
- 12월 8일
  - 대한민국의 영화 감독, 영화 각본가, 영화 제작자 임권택.
  - 대한민국의 신학자 윤영탁.
  - 대한민국의 정치인 김녹영. (~1985년)
- 12월 9일 - 영국의 배우 주디 덴치.
- 12월 10일 - 대한민국의 정치인 류제연.
- 12월 11일 - 대한민국의 기업인 정몽필. (~1982년)
- 12월 13일 - 미국의 영화 제작자 리처드 D. 재넉. (~2013년)
- 12월 15일 - 벨라루스의 제1대 대통령 스타니슬라우 슈시케비치. (~2022년)
- 12월 19일 - 미국의 야구 선수 알 칼라인. (~2020년)
- 12월 24일 - 크로아티아의 정치인 스테판 메시치.
- 12월 25일 - 대한민국의 경찰 출신 행정가, 대학총장 이균범 (~2024년)
- 12월 26일 - 캐나다의 영화배우 맷 짐머맨. (~2022년)
- 12월 27일 - 소련의 체조 선수 라리사 라티니나.
- 12월 28일
  - 영국의 배우 매기 스미스. (~2024년)
  - 일본의 배우 이시하라 유지로. (~1987년)
- 12월 29일 - 대한민국의 군인, 정치인 곽영달.
- 12월 31일 - 대한민국의 교육인 한경수

### 미상
- 대한민국의 희극인, 배우 남철. (~2013년)
- 대한민국의 법조인 배만운. (~2022년)
- 대한민국의 교육자 이원희. (~2022년)
- 인도의 사회활동가 아룬 마닐랄 간디. (~2023년)

## 사망

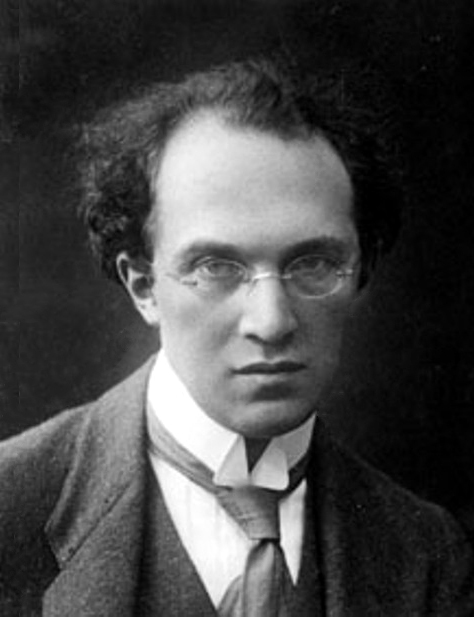
프란츠 슈레커

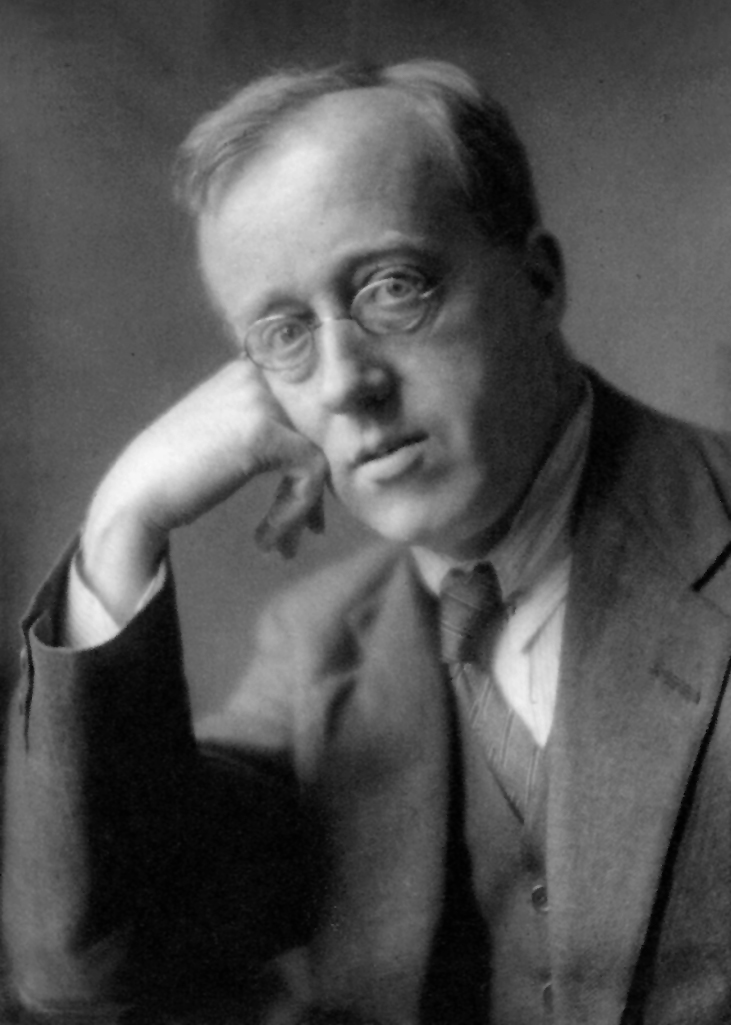
구스타프 홀스트

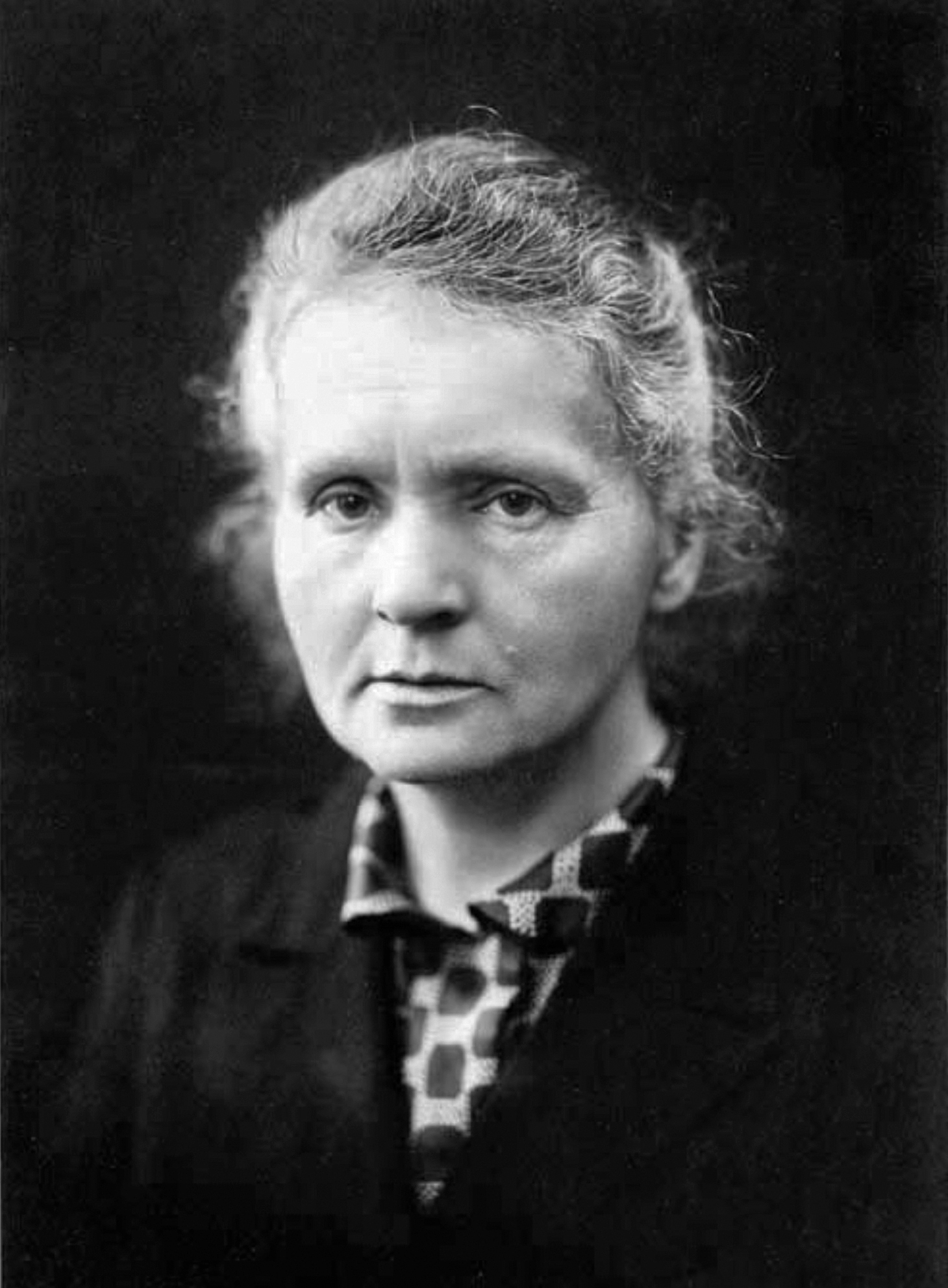
마리 퀴리

- 2월 3일 - 대한민국의 독립운동가 배경진. (1885년~)
- 2월 16일 - 대한민국의 독립운동가 이석영. (1855년~)
- 2월 23일 - 영국의 작곡가 에드워드 엘가. (1857년~)
- 3월 23일 - 오스트리아의 작곡가 프란츠 슈레커. (1878년~)
- 5월 25일 - 영국의 작곡가 구스타프 홀스트. (1874년~)
- 5월 30일 - 일본의 군인 도고 헤이하치로. (1848년~)
- 7월 1일 - 독일의 정치인 에른스트 룀. (1887년~)
- 7월 4일 - 프랑스의 과학자 마리 퀴리. (1867년~)
- 8월 2일 - 독일의 대통령 파울 폰 힌덴부르크. (1847년~)
- 9월 20일 - 조선 말기의 관료, 독립운동가 양세봉. (1896년~)
- 10월 5일 - 프랑스의 영화 감독 장 비고. (1905년~)
- 10월 9일 - 유고슬라비아 국왕 알렉산다르 1세. (1888년~)
- 10월 25일 - 핀란드의 신학자 라우리 잉만. (1868년~)
- 12월 9일 - 독일의 화학자 프리츠 하버. (1868년~)
- 12월 23일 - 중화민국의 저술가 겸 정치인, 혁명운동가 천샤오바이. (1869년~)
- 12월 24일 - 대한민국의 시인 김소월. (1902년~)

## 노벨상
- 문학상: 루이지 피란델로
- 물리학상: 수상자 없음
- 생리학 및 의학상: 조지 호이트 휘플, 조지 리처즈 마이노트, 윌리엄 패리 머피
- 평화상: 아서 헨더슨
- 화학상: 해럴드 유리

## 달력
| 1월 |    |    |    |    |    |    |
| 일  | 월 | 화 | 수 | 목 | 금 | 토 |
|     | 1  | 2  | 3  | 4  | 5  | 6  |
| 7   | 8  | 9  | 10 | 11 | 12 | 13 |
| 14  | 15 | 16 | 17 | 18 | 19 | 20 |
| 21  | 22 | 23 | 24 | 25 | 26 | 27 |
| 28  | 29 | 30 | 31 |    |    |    |

| 2월 |    |    |    |    |    |    |
| 일  | 월 | 화 | 수 | 목 | 금 | 토 |
|     |    |    |    | 1  | 2  | 3  |
| 4   | 5  | 6  | 7  | 8  | 9  | 10 |
| 11  | 12 | 13 | 14 | 15 | 16 | 17 |
| 18  | 19 | 20 | 21 | 22 | 23 | 24 |
| 25  | 26 | 27 | 28 |    |    |    |

| 3월 |    |    |    |    |    |    |
| 일  | 월 | 화 | 수 | 목 | 금 | 토 |
|     |    |    |    | 1  | 2  | 3  |
| 4   | 5  | 6  | 7  | 8  | 9  | 10 |
| 11  | 12 | 13 | 14 | 15 | 16 | 17 |
| 18  | 19 | 20 | 21 | 22 | 23 | 24 |
| 25  | 26 | 27 | 28 | 29 | 30 | 31 |

| 4월 |    |    |    |    |    |    |
| 일  | 월 | 화 | 수 | 목 | 금 | 토 |
| 1   | 2  | 3  | 4  | 5  | 6  | 7  |
| 8   | 9  | 10 | 11 | 12 | 13 | 14 |
| 15  | 16 | 17 | 18 | 19 | 20 | 21 |
| 22  | 23 | 24 | 25 | 26 | 27 | 28 |
| 29  | 30 |    |    |    |    |    |

| 5월 |    |    |    |    |    |    |
| 일  | 월 | 화 | 수 | 목 | 금 | 토 |
|     |    | 1  | 2  | 3  | 4  | 5  |
| 6   | 7  | 8  | 9  | 10 | 11 | 12 |
| 13  | 14 | 15 | 16 | 17 | 18 | 19 |
| 20  | 21 | 22 | 23 | 24 | 25 | 26 |
| 27  | 28 | 29 | 30 | 31 |    |    |

| 6월 |    |    |    |    |    |    |
| 일  | 월 | 화 | 수 | 목 | 금 | 토 |
|     |    |    |    |    | 1  | 2  |
| 3   | 4  | 5  | 6  | 7  | 8  | 9  |
| 10  | 11 | 12 | 13 | 14 | 15 | 16 |
| 17  | 18 | 19 | 20 | 21 | 22 | 23 |
| 24  | 25 | 26 | 27 | 28 | 29 | 30 |

| 7월 |    |    |    |    |    |    |
| 일  | 월 | 화 | 수 | 목 | 금 | 토 |
| 1   | 2  | 3  | 4  | 5  | 6  | 7  |
| 8   | 9  | 10 | 11 | 12 | 13 | 14 |
| 15  | 16 | 17 | 18 | 19 | 20 | 21 |
| 22  | 23 | 24 | 25 | 26 | 27 | 28 |
| 29  | 30 | 31 |    |    |    |    |

| 8월 |    |    |    |    |    |    |
| 일  | 월 | 화 | 수 | 목 | 금 | 토 |
|     |    |    | 1  | 2  | 3  | 4  |
| 5   | 6  | 7  | 8  | 9  | 10 | 11 |
| 12  | 13 | 14 | 15 | 16 | 17 | 18 |
| 19  | 20 | 21 | 22 | 23 | 24 | 25 |
| 26  | 27 | 28 | 29 | 30 | 31 |    |

| 9월 |    |    |    |    |    |    |
| 일  | 월 | 화 | 수 | 목 | 금 | 토 |
|     |    |    |    |    |    | 1  |
| 2   | 3  | 4  | 5  | 6  | 7  | 8  |
| 9   | 10 | 11 | 12 | 13 | 14 | 15 |
| 16  | 17 | 18 | 19 | 20 | 21 | 22 |
| 23  | 24 | 25 | 26 | 27 | 28 | 29 |
| 30  |    |    |    |    |    |    |

| 10월 |    |    |    |    |    |    |
| 일   | 월 | 화 | 수 | 목 | 금 | 토 |
|      | 1  | 2  | 3  | 4  | 5  | 6  |
| 7    | 8  | 9  | 10 | 11 | 12 | 13 |
| 14   | 15 | 16 | 17 | 18 | 19 | 20 |
| 21   | 22 | 23 | 24 | 25 | 26 | 27 |
| 28   | 29 | 30 | 31 |    |    |    |

| 11월 |    |    |    |    |    |    |
| 일   | 월 | 화 | 수 | 목 | 금 | 토 |
|      |    |    |    | 1  | 2  | 3  |
| 4    | 5  | 6  | 7  | 8  | 9  | 10 |
| 11   | 12 | 13 | 14 | 15 | 16 | 17 |
| 18   | 19 | 20 | 21 | 22 | 23 | 24 |
| 25   | 26 | 27 | 28 | 29 | 30 |    |

| 12월 |    |    |    |    |    |    |
| 일   | 월 | 화 | 수 | 목 | 금 | 토 |
|      |    |    |    |    |    | 1  |
| 2    | 3  | 4  | 5  | 6  | 7  | 8  |
| 9    | 10 | 11 | 12 | 13 | 14 | 15 |
| 16   | 17 | 18 | 19 | 20 | 21 | 22 |
| 23   | 24 | 25 | 26 | 27 | 28 | 29 |
| 30   | 31 |    |    |    |    |    |

### 음양력 대조 일람
| 음력월 | 월건 | 대소 | 음력 1일의 양력 월일 | 음력 1일 간지 |
| ------ | ---- | ---- | -------------------- | ------------- |
| 1월    | 병인 | 소   | 2월 14일             | 병진          |
| 2월    | 정묘 | 대   | 3월 15일             | 을유          |
| 3월    | 무진 | 소   | 4월 14일             | 을묘          |
| 4월    | 기사 | 대   | 5월 13일             | 갑신          |
| 5월    | 경오 | 대   | 6월 12일             | 갑인          |
| 6월    | 신미 | 소   | 7월 12일             | 갑신          |
| 7월    | 임신 | 대   | 8월 10일             | 계축          |
| 8월    | 계유 | 대   | 9월 9일              | 계미          |
| 9월    | 갑술 | 소   | 10월 9일             | 계축          |
| 10월   | 을해 | 대   | 11월 7일             | 임오          |
| 11월   | 병자 | 소   | 12월 7일             | 임자          |
| 12월   | 정축 | 대   | 1935년 1월 5일       | 신사          |